# Goran Sukno
Goran Sukno, hrvaški vaterpolist * 6. april 1959 Dubrovnik, SR Hrvaška, SFRJ. 
Kot član jugoslovanske vaterpolske reprezentance na poletnih olimpijskih igrah leta 1984 je prejel zlato olimpijsko medaljo. 
Njegov sin Sandro Sukno (rojen leta 1990) je mednarodni vaterpolist na Hrvaškem.